# Rues sombres
Pour plus de détails, voir Fiche technique et Distribution.
Rues sombres (titre original : Dark Streets) est un film américain perdu réalisé par Frank Lloyd et sorti en 1929.

## Fiche technique
- Titre original : Dark Streets
- Réalisation : Frank Lloyd
- Scénario : Bradley King, d'après une nouvelle de Richard Connell
- Chef opérateur : Ernest Haller
- Musique : Leonid S. Leonardi
- Montage : Edward Schroeder
- Production : Ned Marin pour First National Pictures
- Genre : Film policier
- Durée : 60 minutes
- Date de sortie : 
  - États-Unis : 11 août 1929

## Distribution
- Jack Mulhall[2] : Pat McGlone/Danny McGlone
- Lila Lee : Katie Dean
- Aggie Herring : Mrs Dean
- Earl Pingree : Cuneo
- Will Walling : le capitaine de police
- E.H. Calvert : le lieutenant de police
- Maurice Black : Beefy Barker
- Lucien Littlefield : Census Taker
- Pat Harmon : Hoodlum